# Iglesia del Sagrado Corazón de Jesús (Tan Dinh)
La Iglesia del Sagrado Corazón de Jesús (en vietnamita: Nhà thờ Thánh Tâm Chúa Giêsu) o bien Iglesia de Tan Dinh (en vietnamita: Nhà thờ Tân Định) es una iglesia construida durante la época del gobierno francés a principios del siglo XX, cuando Vietnam era parte de la Indochina francesa. La iglesia está situada en la calle 289 Hai Ba Trung, distrito 3, Ho Chi Minh, en Vietnam y pertenece a la archidiócesis católica de Ho Chi Minh.
La arquitectura de la iglesia presenta un estilo romano. Es la segunda iglesia más grande de Ho Chi Minh, después de la Basílica de Notre-Dame de Saigón (Nhà thờ Đức Bà Sài Gòn) en el Distrito 1.